# Oblát
Oblát je v římskokatolické církvi člověk-laik, sdílející spiritualitu řádu s řeholí sv. Benedikta, k němuž je přidružen. Oblátská společenství mají benediktini a cisterciáci. Jiné řády (např. premonstráti, dominikáni nebo františkáni) mají při sobě podobnou instituci, jejímž příslušníkům se říká terciáři.

## Historie oblátů
Slovo oblát pochází z latinského slova oblatus, což znamená v doslovném překladu „obětovaný Bohu“. V počátcích křesťanství byly pod pojmem obláti označovány děti, které rodiče zasvětili Bohu, a z nichž se později stali příslušníci duchovního stavu.
V pozdější době, v souvislosti s působením benediktinského a později cisterciáckého řádu, se pojmem oblát označoval člověk, který žil mimo klášter, ale měl podíl na spiritualitě konkrétního společenství, k němuž byl přidružen. O přijetí do společenství oblátů rozhoduje představený (opat nebo převor) konkrétního řeholního společenství, a zpravidla také obláta do společenství přijímá. V benediktinském a cisterciáckém mnišství je také zavedena instituce chórových oblátů.
Od 16. století vznikaly řeholní kongregace, v jejichž názvu se slovo oblát vyskytovalo. V roce 1578 zakládá sv. Karel Boromejský v Miláně Obláty sv. Ambrože, v roce 1816 vzniká společenství nazvané Misionáři obláti Panny Marie Neposkvrněné, které zakládá sv. Evžen de Mazenod, roku 1875 jsou založeni Obláti sv. Františka Saleského, a v roce 1878 Obláti sv. Josefa.

## Další významy
Oblát je také ten, komu je určen návrh na uzavření smlouvy, tzn. případný budoucí akceptant.